# Élection présidentielle sud-coréenne de 1981
L‘élection présidentielle sud-coréenne de 1981 a eu lieu en février 1981. 
Dans un premier temps le collège électoral est élu le 11 février, puis il élit à son tour le président le 25 février. C'est la dernière élection présidentielle au suffrage indirect sous le gouvernement de Chun Doo-hwan en vertu de la nouvelle Constitution de 1980. Chun est réélu avec 90 % des suffrages.
| Candidat                           | Parti                              | Votes | %     |
| ---------------------------------- | ---------------------------------- | ----- | ----- |
| Chun Doo-hwan                      | Parti de la justice démocratique   | 4 755 | 90.23 |
| Yu Chi-song                        | parti de la Corée démocratique     | 404   | 7.67  |
| Kim Chong-cheol                    | Parti national coréen              | 85    | 1.61  |
| Kim Eui-taek                       | Parti des droits civils            | 26    | 0.49  |
| Votes non valides / blancs         | Votes non valides / blancs         | 1     | -     |
| Total                              | Total                              | 5 271 | 100   |
| Électeurs inscrits / participation | Électeurs inscrits / participation | 5 277 | 99,89 |